# Calidoscopi

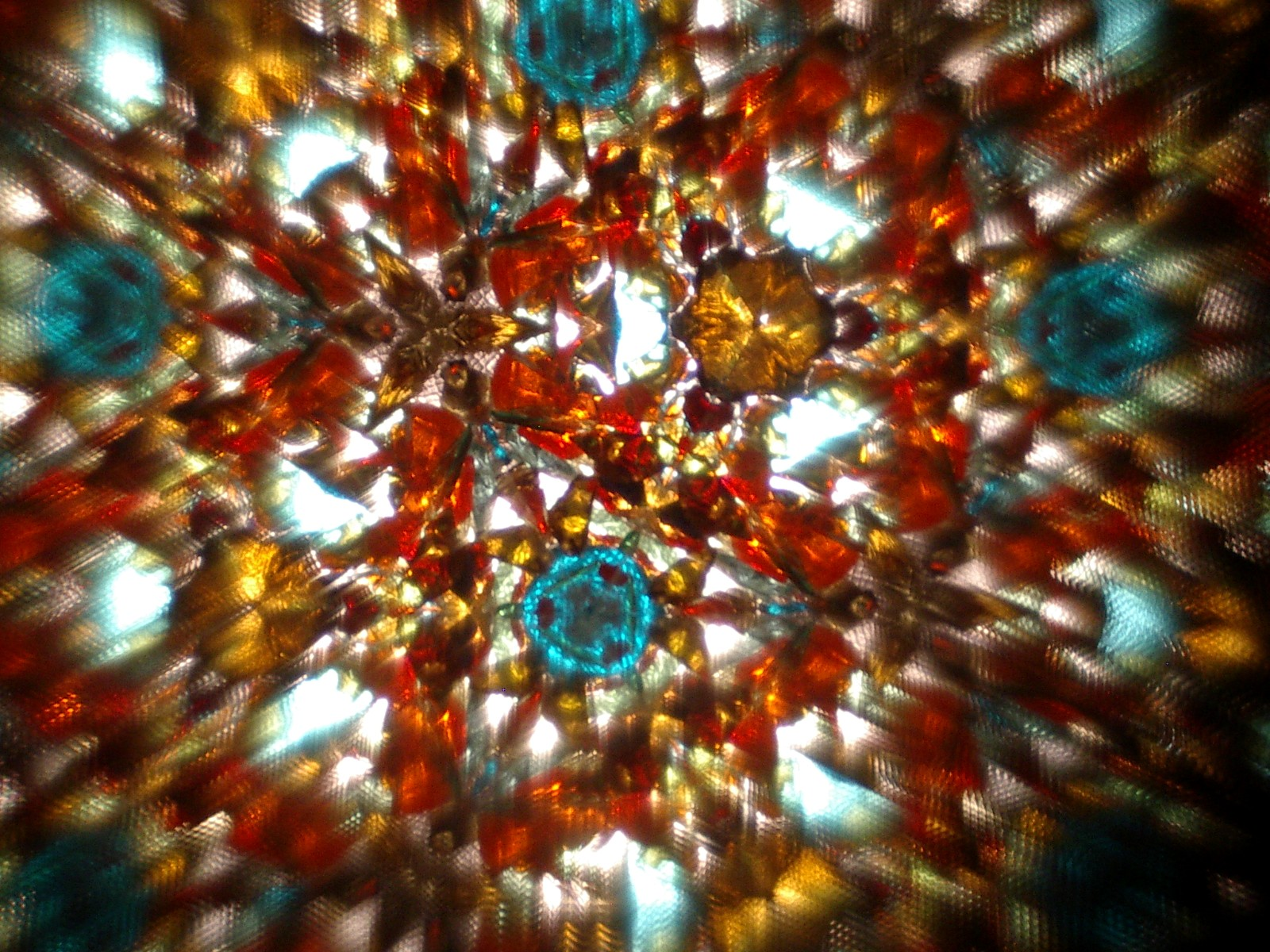
Vista interior dels colors i formes d'un calidoscopi.

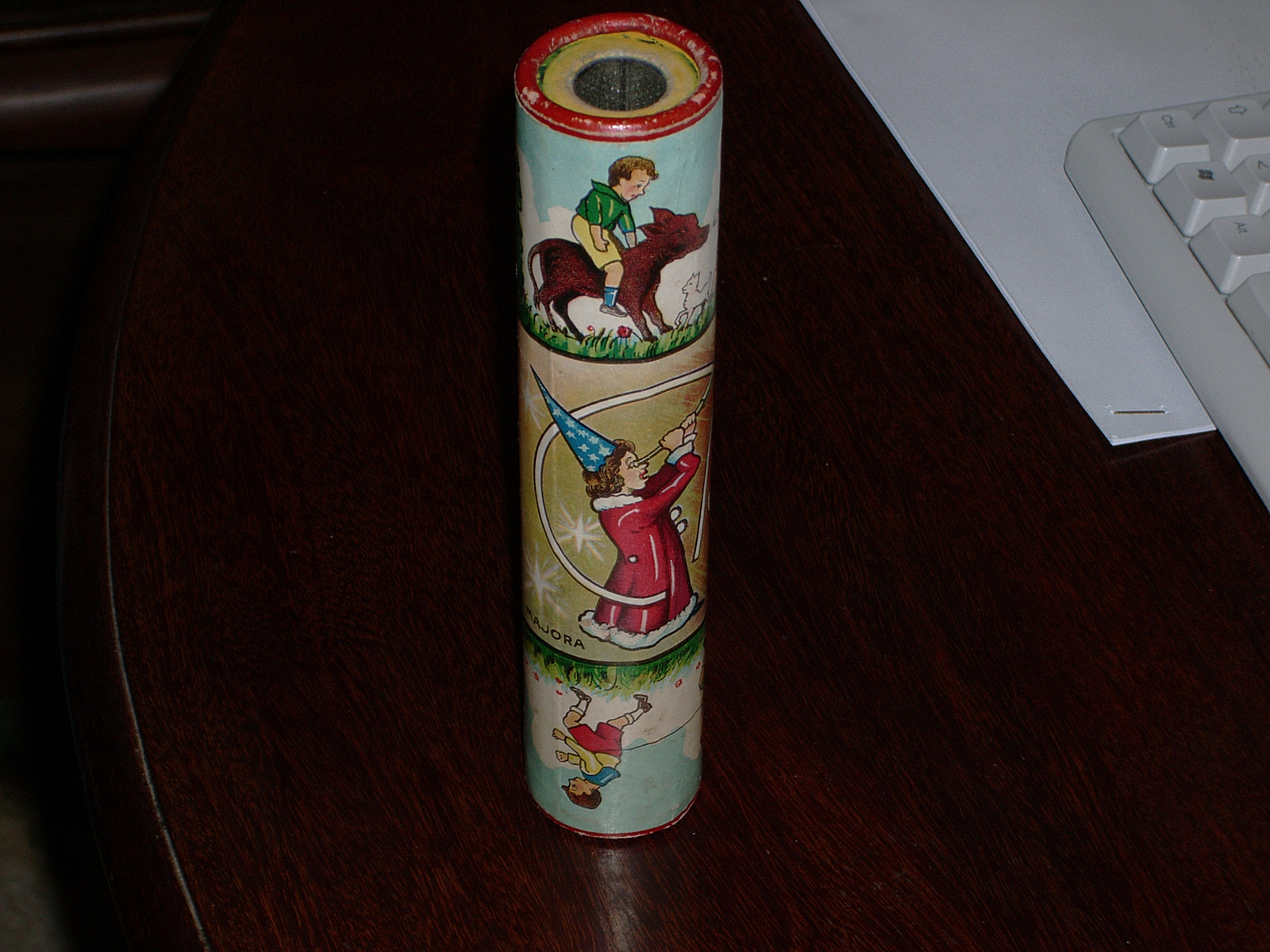
Vista exterior del tub d'un calidoscopi.

Un calidoscopi (del grec antic: kalós bella, éidos imatge, scopéo observar) és un instrument òptic en forma de tub tancat que conté tres miralls plans. Formen un prisma tetraèdric amb la seua part reflectora cap a l'interior, a l'extrem dels quals es troben dues làmines translúcides entre les quals hi ha diversos objectes de color i forma diferent, les imatges dels quals es veuen multiplicades simètricament en anar girant el tub mentre es mira per l'extrem oposat. Els miralls poden estar disposats a distints angles. A 45° es generen vuit imatges duplicades. A 60° se n'observen sis duplicats i a 90° quatre.
Tot i que habitualment el calidoscopi té tres miralls, també pot construir-se un calidoscopi amb dos, o més de tres miralls per a diferents tipus d'efectes. El calidoscopi modern va ser inventat l'any 1816 pel físic escocès David Brewster. Va tramitar la patent corresponent i el va posar a la venda. El ritme de venda va ser enorme, però la facilitat de fabricació va fomentar les imitacions i rèpliques, en només pocs dies, Brewster va deixar de rebre guanys que pogueren ser considerats atractius. És un dels joguets clàssics d'arreu del món.

## Tipus

### Tomoscopi
És una variant del calidoscopi que consisteix a aplicar una lent translúcida de gran obertura al seu extrem. Aquesta lent ens permet fer servir qualsevol forma, color i volum; recollint tot el que ens rodeja convertint-ho en imatges calidoscòpiques.
El tomoscopi té l'avantatge que no es necessita una intensitat de llum concreta, sinó que una mínima ja fa la seva funció. Com que juguem, amb el nostre voltant, les imatges sempre seran diferents i infinites. No cal fer-li voltes perquè es visualitzin les imatges, tot i que és recomanable, ja que així canvia la posició del mirall i les figures alhora sembla que s'obrin o es tanquin. Les figures adquireixen volum depenent de l'objecte que s'estigui enfocant, un altre avantatge és que podem jugar amb objectes opacs, cosa que amb un calidoscopi clàssic no ens permet.

### Magicscopi
El magiscopi és un dels calidoscopis més recents. El seu funcionament es basa en un tub de material transparent ple de líquid, amb fragments de vidre i purpurina, col·locat en la part de davant del calidoscopi. En passar-ho en posició vertical amb el contingut en la part superior, aquest cau amb el seu propi pes a la part inferior i en passar per a la part de davant del prisma dona lloc a la formació d'imatges calidoscòpiques.

### Grafiscopi
És molt semblant al calidoscopi clàssic, però amb la diferència que on es col·locarien els trossets de vidre, paper, etc. Es talla una ranura on s'introdueix una tira translúcida o transparent que en fer-la lliscar d'un lloc a un altre, el que hi ha imprès, dibuixat o enganxant; queda convertit en una imatge calidoscòpica.

### Calidoscopi Polaritzat
Elaborat sobre la base d'un polaritzador que permet descompondre la llum, creant així infinites combinacions multicolors. Enfocant aquest calidoscopi a qualsevol feix de llum, aquest travessa el polaritzador i es descompon en tot el seu espectre i aquest, al seu torn, projectarà el color a través del prisma o mirall formant les figures calidoscòpiques.